# The Man on the Box (1925)
The Man on the Box is een Amerikaanse stomme film uit 1925, onder regie van Charles Reisner, met in de hoofdrollen Sydney Chaplin, David Butler, Alice Calhoun, Cathleen Calhoun, Theodore Lorch en Helene Costello. Het scenario is een bewerking van de gelijknamige roman van Harold MacGrath uit 1904 en het daarop gebaseerde toneelstuk van Grace Livingston Furniss uit 1905.

## Verhaal
Bob Warburton (Sydney Chaplin) is een rijke jonge vrijgezel die verliefd wordt op Betty Annesley (Alice Calhoun). Om dicht bij haar te zijn laat hij zich door haar vader, kolonel Annesley (E.J. Ratcliffe), inhuren als tuinman. Het meisje ontdekt echter de list van haar bewonderaar en om hem een lesje te leren dringt ze erop aan dat de nieuwe tuinman aan tafel dient tijdens een belangrijke lunch. Bob weigert de taak en graaf Karloff (Charles K. Gerrard) biedt de diensten van zijn butler Badkoff (Charles Reisner) aan. Bob realiseert zich dat Badkoff een vijandelijke agent is die de taak heeft om geheime documenten van Betty's vader te stelen. Vermomd als serveerster verijdelt Bob de plannen van de spion. Uiteindelijk wint hij ook de mooie Betty voor zich.

## Rolverdeling
| Acteur             | Personage            |
| ------------------ | -------------------- |
| Sydney Chaplin     | Bob Warburton        |
| David Butler       | Bob's Brother-in-Law |
| Alice Calhoun      | Betty Annesly        |
| Cathleen Calhoun   | Mrs. Lampton         |
| Theodore Lorch     | Mr. Lampton          |
| Helene Costello    | Bob's Sister         |
| E.J. Ratcliffe     | Colonel Annesly      |
| Charles Reisner    | Badkoff              |
| Charles K. Gerrard | Count Karaloff       |
| Henry A. Barrows   | Warburton Sr.        |